# Тюрберт, Александр Александрович
Александр Александрович Тюрберт (15 февраля 1852 — 15 июля 1877) — подпоручик, участник русско-турецкой войны

## Биография
Родился 15 февраля 1852 года. После окончания пажеского корпуса 21 января 1871 года произведен в прапорщики Лейб-гвардейского Гатчинского полка, с прикомандированием к Лейб-гвардейской первой  артиллерийской бригаде.  В 1873 году произведен в подпоручики. В 1877 году был в числе не многих представителей войск гвардии, составивших небольшой сводный отряд почетный конвой Государя Императора, отправленный в июне по Высочайшему повелению в Главную квартиру действующей армии на европейском театре войны.
15 июля переправляясь через Дунай, близ Зимницы на понтоне с артиллерийской командой и двумя горными орудиями, вследствие попавшего в понтон неприятельского снаряда, потонул вместе с 4 нижними чинами и орудиями.  Труп Тюрберта был найден через 4 дня не далеко от места переправы вниз по реке.  Похороны состоялись 19 июля, Император узнав, что хоронят Тюрберта встал из-за стола и сопровождаемый Великим князем Главнокомандовавшим и всею своей свитой, направился к маленькой церкви где происходило богослужение. Император оставался в храме до конца отпевания продолжавшиеся в течение часа и потом вышел на паперт, подле которой была выкопана могила.

## Воспоминания современников
Тюрберт - красивый молодой человек с блестящими дарованиями, милым характером, сетовавший ещё в Плоештах, что не представляется применения в артиллерийском бою его специальным познаниям. Желание его было удовлетворено, ему предстояло действовать на правом берегу Дуная с первою горною батареею, туда переправляющейся. А судьба решила иначе: он утонул, раненый, в страшных страданиях, не достигнув желанного! Тело его выброшено было на островок и узнано товарищами лишь по мундиру и погонам. Лицо посинело, обезображено и вспухло, зубами стиснул кулак. Ты можешь себе представить, как подействовал этот memento mori* на расположившихся отобедать на серебре царском. Государь поддался одному из тех великолепных сердечных увлечений, которые ему свойственны, встал со стола, поспешно пошёл за гробом, который несли товарищи, вошёл в церковь и присутствовал до конца отпевания. Служил Ксенофонт Яковлевич. Мы все пошли в старую закоптелую церковь, в преддверии которой и похоронили молодого гвардейца. Я не удержался заметить стоявшему подле меня британскому агенту Wellesley: il у a tr peu de t couronn et pas un seui lord anglais qui auraient quitt un diner pour assister une pareille c Il a avou que j'etais dans le vrai. Je n'ai pas m la m r aux agents allemand et austro-hongrois, afin de faire relever dans leur correspondance ce magnifique trait de notre souverain..

## В литературе
- Васильев, Борис Львович  Скобелев, или Есть только миг
- Васильев, Борис Львович  Были и небыли
- Упоминается в стихотворении Медведева Алексея Юльевича.